# آنونا مونتانا
آنونا مونتانا (نام علمی: Annona montana) نام یک گونه از سرده آنونا است.